# Scarus rivulatus
Scarus rivulatus es una especie de peces de la familia Scaridae en el orden de los Perciformes.

## Morfología
Los machos pueden llegar alcanzar los 40 cm de longitud total.

## Distribución geográfica
Se encuentra desde Tailandia hasta Nueva Caledonia, las islas Ryukyu, Nueva Gales del Sur (Australia) y Tonga.